# Sandy Vee
Sandy Vee, pseudonimo di Sandy Julien Wilhelm (Tolosa, 22 aprile 1975), è un produttore discografico francese.

## Carriera
Ha raggiunto il successo lavorando con il DJ connazionale David Guetta, in particolare coproducendo otto tracce dell'album One Love (2009).
Nel 2010 ha prodotto due tracce per l'album Loud di Rihanna. Inoltre, nei primi anni 2010, ha messo mano a brani di successo di artisti come Taio Cruz, Akon, Katy Perry (Firework), Sean Kingston, Kelly Rowland, Pitbull, Alexis Jordan, Nicole Scherzinger, Britney Spears, Leona Lewis, Pia Toscano, Enrique Iglesias, Nikki Williams, Selena Gomez & the Scene.